# Pueblo Nuevo (Suchitepéquez)
Pueblo Nuevo – miejscowość na południowym zachodzie Gwatemali, w departamencie Suchitepéquez. Według danych szacunkowych z 2012 roku liczba mieszkańców wynosiła 3517 osób. 
Pueblo Nuevo leży około 18 km na północny zachód od stolicy departamentu – miasta Mazatenango. Miejscowość leży na wysokości 960 metrów nad poziomem morza, w pobliżu wulkanu Zunil, w górach Sierra Madre de Chiapas. 

## Gmina Pueblo Nuevo
Miejscowość jest także siedzibą władz gminy o tej samej nazwie, która jest jedną z dwudziestu gmin w departamencie. W 2013 roku gmina liczyła 11 476 mieszkańców. Gmina jak na warunki Gwatemali jest mała, a jej powierzchnia obejmuje 24 km². Gmina leży w sąsiedztwie departamentu Retalhuleu w skład którego wchodziła do 1950 roku. Jest zamieszkała głównie przez ludność posługującą się językiem kicze. Mieszkańcy gminy utrzymują się głównie z uprawy roli i rzemiosła artystycznego. W rolnictwie dominuje uprawa bananowca. 
Klimat gminy jest równikowy, według klasyfikacji Köppena, należy do klimatów tropikalnych monsunowych (Am), z wyraźną porą deszczową występującą od maja do października.